# Marcilly-sur-Seine
Pour les articles homonymes, voir Marcilly.
Marcilly-sur-Seine est une commune française d'environ 650 habitants, située dans le département de la Marne en région Grand Est.

## Géographie
Le village est situé au confluent de la Seine et de l'Aube.
C'est le 1er village navigable au bord de la Seine et c'est à l'aval de l'écluse de Marcilly-sur-Seine que se situe le point kilométrique 0 de la Seine.
| Villiers-aux-Corneilles | Saron-sur-Aube     |                    |
| Conflans-sur-Seine      | Marcilly-sur-Seine | Saint-Just-Sauvage |
|                         | Romilly-sur-Seine  |                    |

### Hydrographie

#### Réseau hydrographique
La commune est dans la région hydrographique « la Seine de sa source au confluent de l'Oise (exclu) » au sein du bassin Seine-Normandie. Elle est drainée par la Seine, l'ancien canal de la Haute Seine, l'Aube, le canal des Ravois, la Seine, le canal 01 du Fond des Communes, le Fossé 01 des Souillards, le Fossé le Barbuise et divers autres petits cours d'eau,.
La Seine, un fleuve long de 775 km, coule dans le Bassin parisien et notamment dans le département de l’Aube en le traversant du sud-est au nord-ouest. Elle irrigue la commune dans sa partie centrale
L'ancien canal de la Haute Seine est un canal, chenal non navigable de 38 km reliant Barberey-Saint-Sulpice à Marcilly-sur-Seine où il se jette dans l'Aube.
L'Aube, d'une longueur de 249 km, prend sa source dans la commune de Auberive et se jette  dans la Seine sur la commune, après avoir traversé 82 communes.

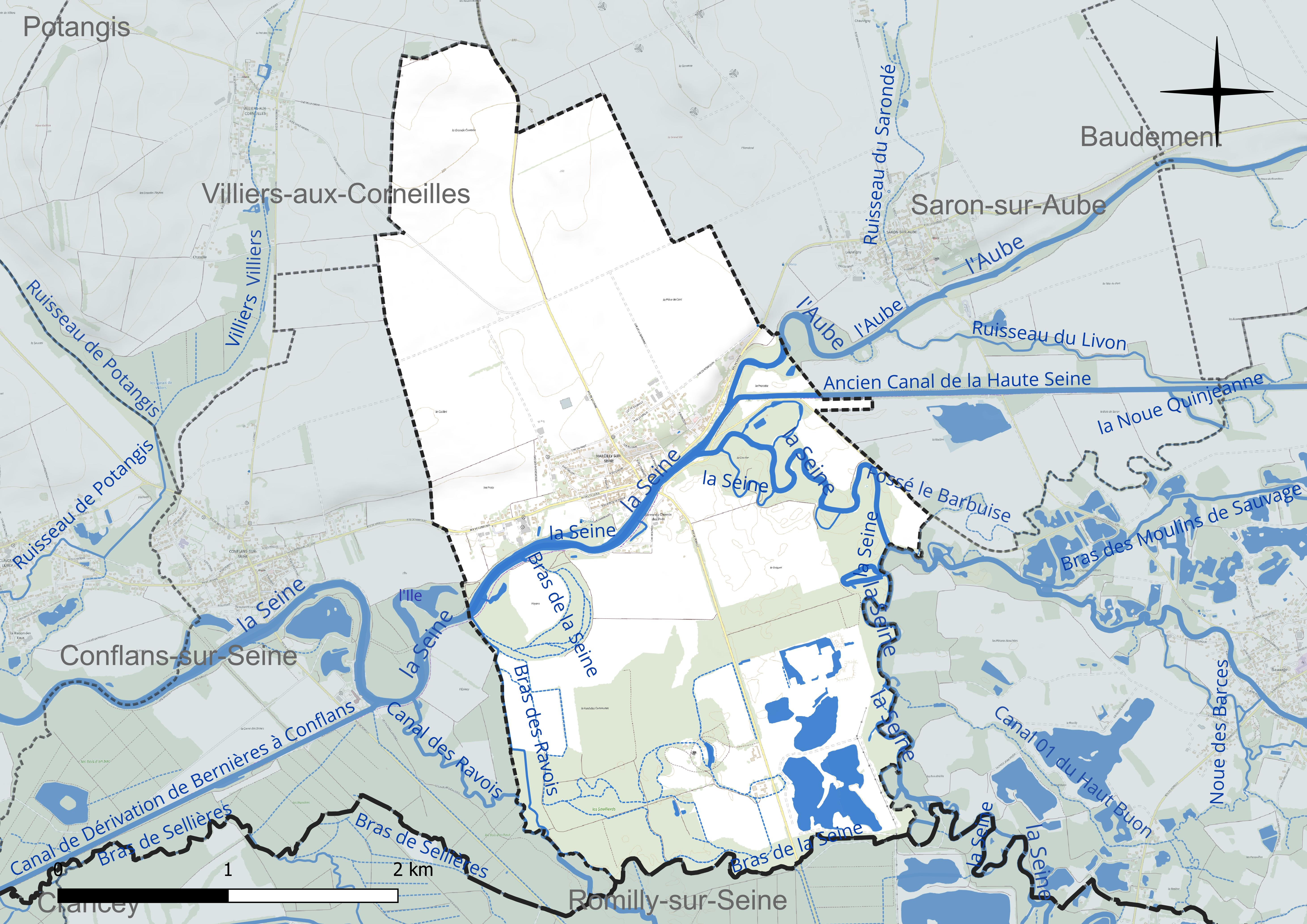
Réseau hydrographique de Marcilly-sur-Seine.

#### Gestion et qualité des eaux
Le territoire communal est couvert par le schéma d'aménagement et de gestion des eaux (SAGE) « Bassée Voulzie ». Ce document de planification concerne le territoire du bassin versant de l'Armançon qui s’étend sur 1 710 km2 et se répartit sur trois départements (l'Aube, l'Yonne et la Marne). Le périmètre a été rrêté le 2 septembre 2016, le diagnostic  a été validé le 29 novembre 20220. La structure porteuse de l'élaboration et de la mise en œuvre est le Syndicat mixte ouvert de l’eau potable, de l’assainissement collectif, de l’assainissement non collectif, des milieux aquatiques et de la démoustication (SDDEA).
La qualité des cours d’eau peut être consultée sur un site dédié géré par les agences de l’eau et l’Agence française pour la biodiversité.

### Climat
Pour des articles plus généraux, voir Climat du Grand Est et Climat de la Marne.
En 2010, le climat de la commune est de type climat océanique dégradé des plaines du Centre et du Nord, selon une étude du Centre national de la recherche scientifique s'appuyant sur une série de données couvrant la période 1971-2000. En 2020, Météo-France publie une typologie des climats de la France métropolitaine dans laquelle la commune est exposée à un climat océanique altéré et est dans la région climatique  Nord-est du bassin Parisien, caractérisée par un ensoleillement médiocre, une pluviométrie moyenne régulièrement répartie au cours de l’année et un hiver froid (3 °C).
Pour la période 1971-2000, la température annuelle moyenne est de 10,6 °C, avec une amplitude thermique annuelle de 15,6 °C. Le cumul annuel moyen de précipitations est de 711 mm, avec 11,2 jours de précipitations en janvier et 7,6 jours en juillet. Pour la période 1991-2020, la température moyenne annuelle observée sur la station météorologique de Météo-France la plus proche, « Romilly », sur la commune de Romilly-sur-Seine à 5 km à vol d'oiseau, est de 11,2 °C et le cumul annuel moyen de précipitations est de 619,5 mm. 
La température maximale relevée sur cette station est de 42,3 °C, atteinte le 25 juillet 2019 ; la température minimale est de −25,2 °C, atteinte le 6 janvier 1971,,.
Les paramètres climatiques de la commune ont été estimés pour le milieu du siècle (2041-2070) selon différents scénarios d'émission de gaz à effet de serre à partir des nouvelles projections climatiques de référence DRIAS-2020. Ils sont consultables sur un site dédié publié par Météo-France en novembre 2022.

## Urbanisme

### Typologie
Au 1er janvier 2024, Marcilly-sur-Seine est catégorisée commune rurale à habitat dispersé, selon la nouvelle grille communale de densité à sept niveaux définie par l'Insee en 2022.
Elle est située hors unité urbaine. Par ailleurs la commune fait partie de l'aire d'attraction de Romilly-sur-Seine, dont elle est une commune de la couronne,. Cette aire, qui regroupe 26 communes, est catégorisée dans les aires de moins de 50 000 habitants,.

### Occupation des sols
L'occupation des sols de la commune, telle qu'elle ressort de la base de données européenne d’occupation biophysique des sols Corine Land Cover (CLC), est marquée par l'importance des territoires agricoles (52,6 % en 2018), en diminution par rapport à 1990 (63,7 %). La répartition détaillée en 2018 est la suivante : 
terres arables (52,6 %), forêts (31,1 %), mines, décharges et chantiers (8,9 %), zones urbanisées (7,3 %). L'évolution de l’occupation des sols de la commune et de ses infrastructures peut être observée sur les différentes représentations cartographiques du territoire : la carte de Cassini (XVIIIe siècle), la carte d'état-major (1820-1866) et les cartes ou photos aériennes de l'IGN pour la période actuelle (1950 à aujourd'hui).

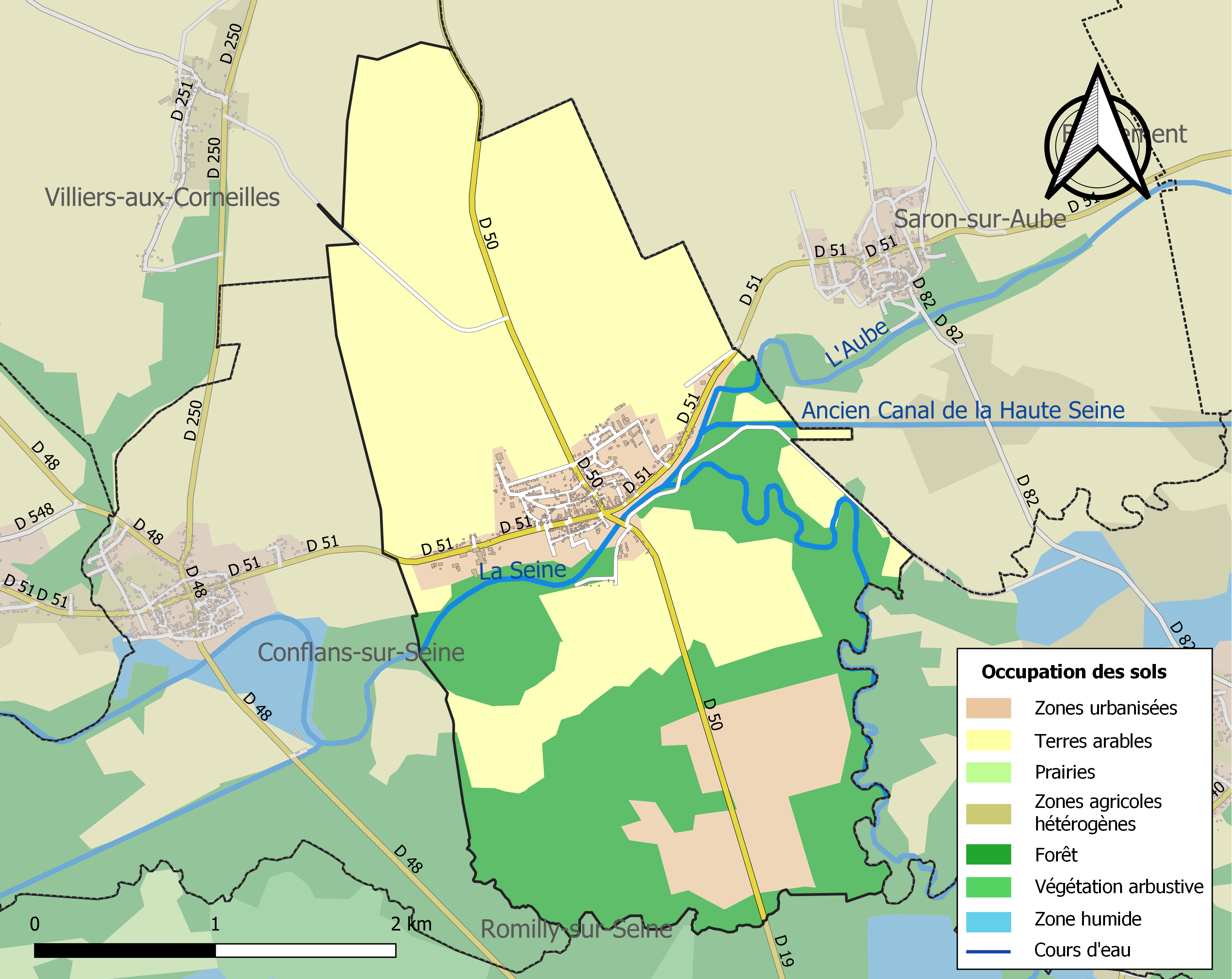
Carte des infrastructures et de l'occupation des sols de la commune en 2018 (CLC).

## Toponymie
Le nom de la localité est attesté sous les formes Marcilleium (1165) ; Marcelli (1176) ; Marcelleium (1209) ; Marcelliacum (1211) ; Marcillei, Marcilli, Marsilli (vers 1222) ; Marsilliacum (vers 1240) ; Marciliacum (1263) ; Marcillacum juxta Conflencium (1288) ; Marcili (fin du XIIIe siècle) ; Marcilly-sur-Sainne (1403) ; Marcilly-sur-Seine (1595) ; Marsilly (1667) ; Marcili-sur-Aube, vel Marsilli où faut Aube (1667) ; Maxilly (1722).

## Histoire
Autrefois, Marcilly-sur-Seine était un lieu de passage des péniches chargées de bois. Le chemin de halage qui débute à Marcilly et qui se termine à Barberey en est le témoin. D'ailleurs, ces chemins de halage sont très prisés des touristes qui y trouvent un cadre agréable pour s'y promener.

## Politique et administration
| Période                                  | Période  | Identité              | Étiquette | Qualité                          |
| ---------------------------------------- | -------- | --------------------- | --------- | -------------------------------- |
| Les données manquantes sont à compléter. |          |                       |           |                                  |
| 1881                                     | 1896     | Émile Eugène Peignot  |           | Conseiller général (1895 → 1896) |
| Les données manquantes sont à compléter. |          |                       |           |                                  |
| 2001                                     | 2008     | Alain Masson          |           |                                  |
| 2008                                     | 2014     | Patrick Muller        | SE        |                                  |
| 2014                                     | mai 2020 | Jacques-Henri Rambaud |           |                                  |
| mai 2020                                 | En cours | Benoît Bassac         |           |                                  |

## Population et société

### Démographie
L'évolution du nombre d'habitants est connue à travers les recensements de la population effectués dans la commune depuis 1793. Pour les communes de moins de 10 000 habitants, une enquête de recensement portant sur toute la population est réalisée tous les cinq ans, les populations de référence des années intermédiaires étant quant à elles estimées par interpolation ou extrapolation. Pour la commune, le premier recensement exhaustif entrant dans le cadre du nouveau dispositif a été réalisé en 2005.

En 2022, la commune comptait 627 habitants, en évolution de −2,49 % par rapport à 2016 (Marne : −1,19 %, France hors Mayotte : +2,11 %).
| 1793 | 1800 | 1806 | 1821 | 1831 | 1836 | 1841 | 1846 | 1851 |
| ---- | ---- | ---- | ---- | ---- | ---- | ---- | ---- | ---- |
| 752  | 724  | 721  | 718  | 657  | 723  | 705  | 720  | 754  |

| 1856 | 1861 | 1866 | 1872 | 1876 | 1881 | 1886 | 1891 | 1896 |
| ---- | ---- | ---- | ---- | ---- | ---- | ---- | ---- | ---- |
| 735  | 738  | 690  | 620  | 565  | 590  | 556  | 524  | 510  |

| 1901 | 1906 | 1911 | 1921 | 1926 | 1931 | 1936 | 1946 | 1954 |
| ---- | ---- | ---- | ---- | ---- | ---- | ---- | ---- | ---- |
| 529  | 516  | 537  | 567  | 577  | 623  | 626  | 627  | 591  |

| 1962 | 1968 | 1975 | 1982 | 1990 | 1999 | 2005 | 2006 | 2010 |
| ---- | ---- | ---- | ---- | ---- | ---- | ---- | ---- | ---- |
| 592  | 560  | 635  | 697  | 703  | 650  | 679  | 669  | 630  |

| 2015 | 2020 | 2022 | - | - | - | - | - | - |
| ---- | ---- | ---- | - | - | - | - | - | - |
| 646  | 623  | 627  | - | - | - | - | - | - |

Une augmentation de la population
Le recensement de la commune effectué par l'INSEE en 2005 a permis de constater quelques mutations dans la commune. D'abord, pour la première fois depuis 1990, la commune ne perd plus d'habitants et en gagne même une trentaine. Dans cette population, 49,5 % sont des hommes et 50,5 % sont des femmes. Cette relative homogénéité est due au fait que la population est majoritairement composée de ménages mariés (55,8 %). L'augmentation de la population a néanmoins profité aux inactifs.
Une population qui se rajeunit et qui subit moins le chômage
Entre 1999 et 2005, on s'aperçoit que la population se rajeunit avec la classe d'âge des 60 ans et plus qui perd en individus, et une relative augmentation des autres classes. Mais ce rajeunissement doit être considéré avec précaution car la part d'élèves et d'étudiants a baissé tandis que celle des retraités ou préretraités a augmenté. Cette population est également moins touchée par le chômage puisque le taux de demandeurs d'emplois s'élève à 5,2 % de la population active.
De nouvelles familles et de nouveaux logements
31 ménages sont venus s'installer à Marcilly-sur-Seine entre 1999 et 2005. Dans le même temps 18 logements ont été créés ce qui représente une augmentation de 5,4 %. Seuls 15 logements, sur 354, sont vacants en 2005. La commune accueille également beaucoup de touristes et d'habitants occasionnels (16,9 % des logements). 6,5 % des logements ont été construits depuis 1999 ce qui signifie que le parc immobilier de la commune est en développement. Cependant, 37,8 % des logements ont été construits avant 1949.

### Économie
Le village compte quelques commerces dont un salon de coiffure, un cabinet médical et de nombreux artisans (maçonnerie, couverture-zinguerie, menuiserie, fabricant de vélos). Ce village tente de rester très actif en organisant de nombreux événements comme la fête patronale, l'une des plus fréquentées du canton.

## Culture et patrimoine

### Église Saint-Ferréol
Surplombant le confluent de la vallée de l'Aube et de la Seine, l'église Saint-Ferréol est très ancienne puisque ses fondations semblent dater du VIIIe siècle. La nef actuelle date en revanche de la deuxième partie du XVe siècle. L'église de Marcilly est placée sous l'invocation de saint Ferréol qui était un centurion romain, patron de Marcilly-sur-Seine. Une des statues de l'église le représente d'ailleurs en tenue de centurion. Le clocher qui abritait autrefois deux cloches n'en possède aujourd'hui plus qu'une : Anne Edmée. Une superbe horloge était autrefois située au-dessus du fronton. Son mécanisme est toujours présent dans la tour du clocher.
De part et d'autre de l'entrée, l'église possède deux grandes toiles réalisées par Crété en 1822. D'autres tableaux, dons de Laura Blot, artiste peintre locale, datent du XIXe siècle. Un des points forts de la visite de l'église Saint-Ferréol est la découverte des nombreux vitraux qui l'embellissent. Elle en possède dix-sept en tout.
Le vitrail Saint-Georges, qui se trouve au-dessus de la porte d'entrée, représente une messe en plein air à Marcilly. Si vous observez bien cette rosace, vous reconnaîtrez en toile de fond le village marnais avec le « Pont Noir » qui franchit la Seine au confluent avec l'Aube. Cette œuvre, réalisée à Troyes en 1934, est signée par le célèbre maître verrier Gaston Vinum. Toujours réalisé par Gaston Vinum, il ne faut pas manquer d'admirer également, à droite de l'entrée, le vitrail de Sainte-Marguerite réalisé en mémoire de Marguerite de Cabannes, morte à l'âge de 11 ans. La famille de Cabannes, donatrice de ce vitrail, était à l'époque propriétaire du domaine de Barbenthal.

### Autres lieux et monuments
- Remparts et porche du Moyen Âge.

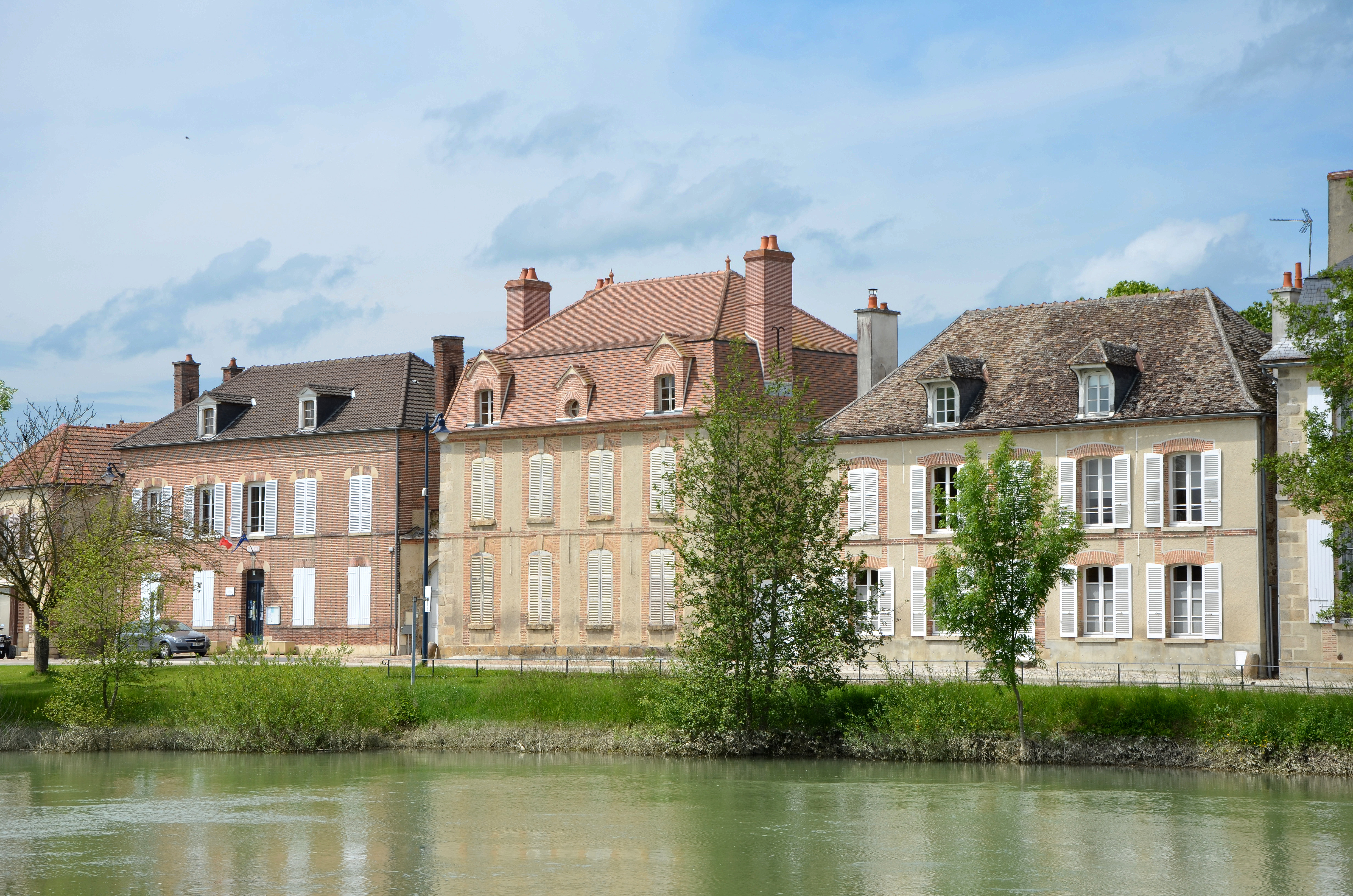
Maisons en bord de Seine.

- Confluent de la Seine et de l'Aube.
- Avenue des Tilleuls : plusieurs dizaines de tilleuls centenaires.
- Quai de Seine : maisons bourgeoises.

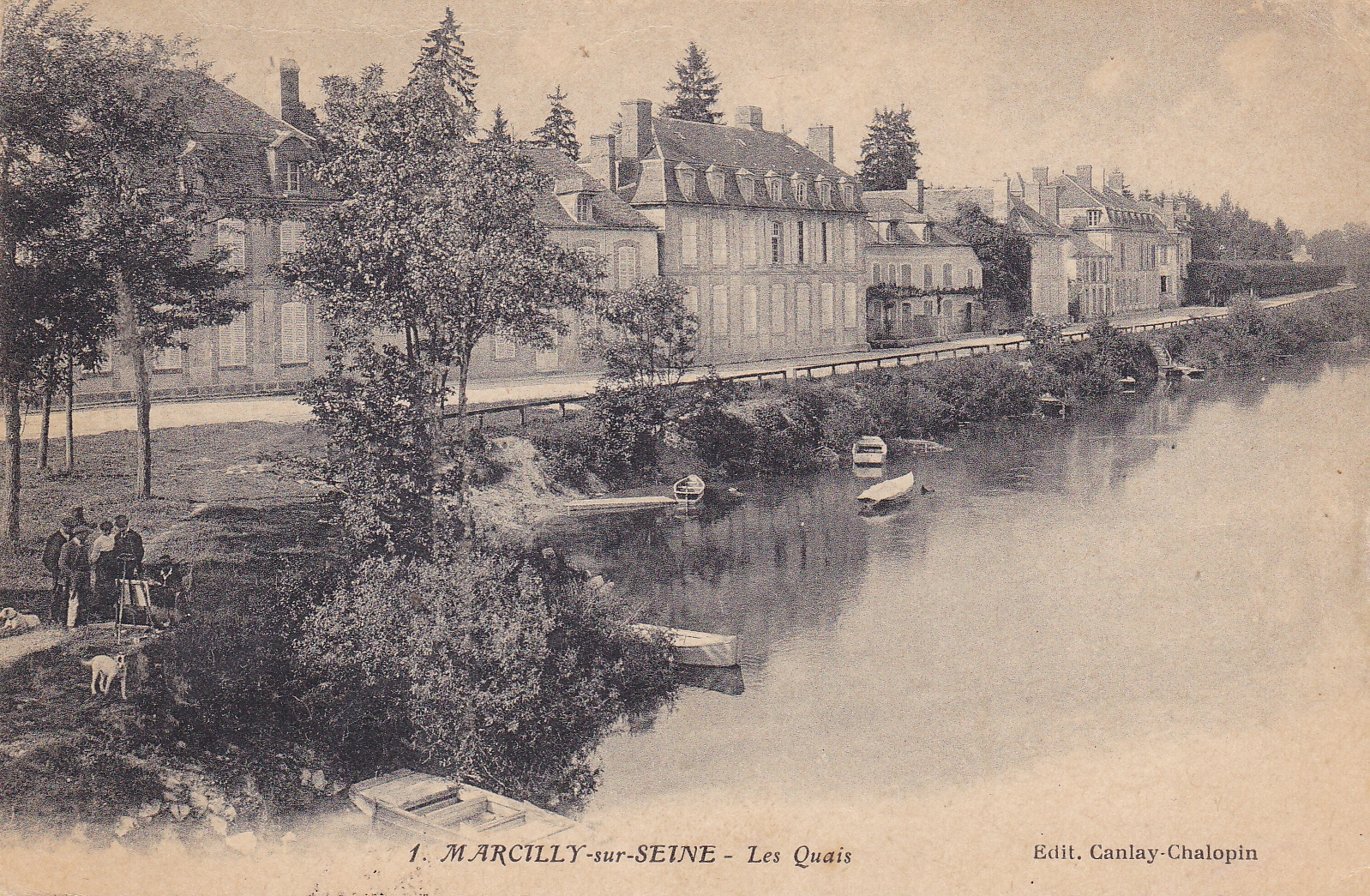
Les quais, le peintre Broquet au chevalet.

- Les quais, le peintre Broquet au chevalet.Ruines du Château des Galliffet et ses souterrains.

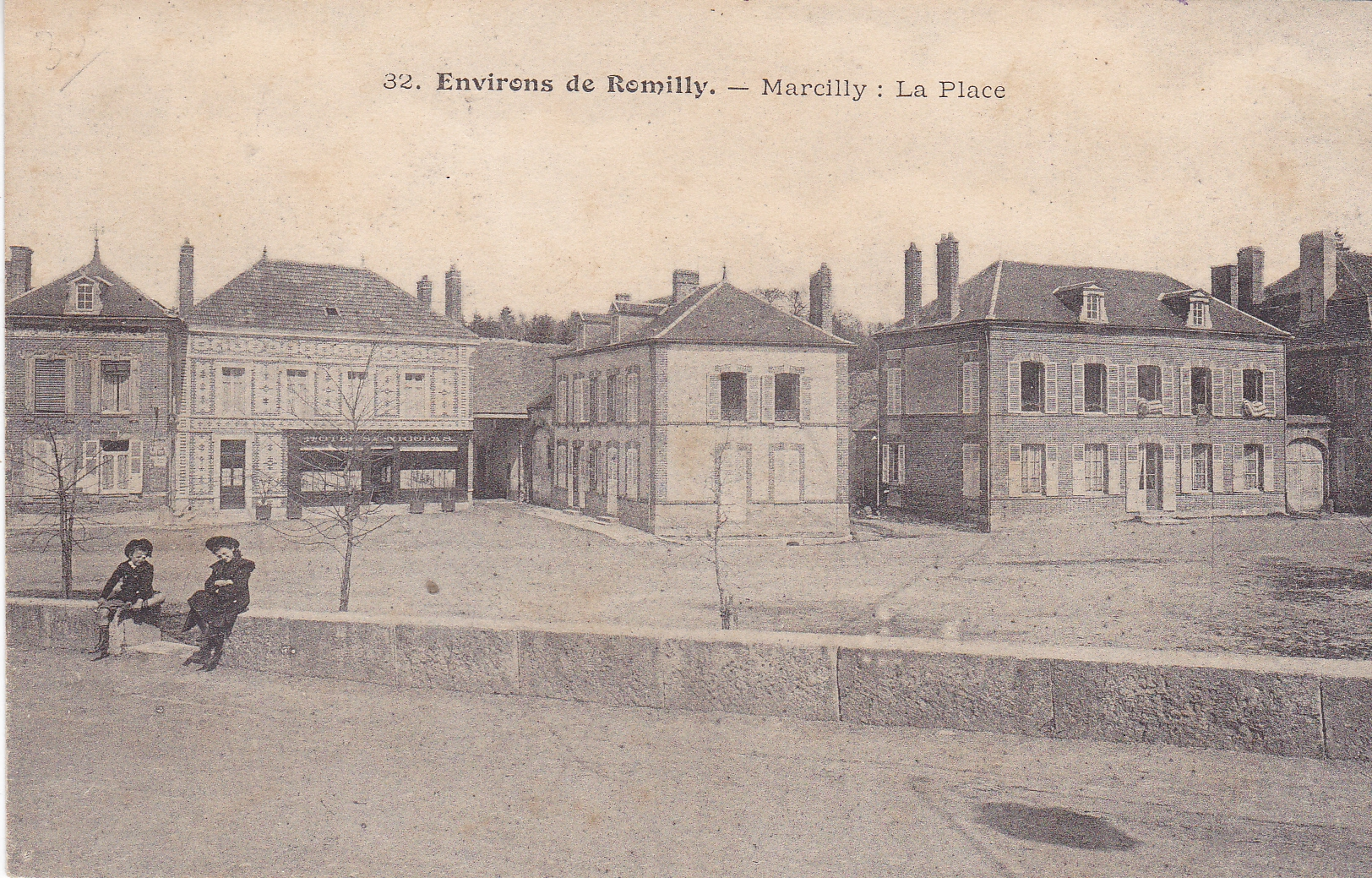
Maison du peintre Léon Broquet (centre).

- Château de Barbanthall
- Maison du Peintre Léon Broquet

### Manifestations culturelles
- Fête patronale, le dernier week-end de juillet.

### Associations
La principale association du village est l'Association sportive et culturelle de Marcilly-sur-Seine (ASCM), regroupant de nombreuses sections, comme les ateliers féminins, enfants, le théâtre etc.

### Fleurissement
Au concours des villes et villages fleuris, la commune a obtenu une fleur en 2006, puis sa deuxième en 2007 et une troisième fleur en 2008.

### Héraldique
| Blason de Marcilly-sur-Seine | Blason  | D'azur au pairle d'argent chargé de trois trains de billes de bois au naturel, accompagné, en chef, d'un poisson contourné aussi d'argent, au flanc dextre, d'une ancre cordée d'or et, au flanc senestre, d'une gerbe de blé du même. |
| Blason de Marcilly-sur-Seine | Détails | Le statut officiel du blason reste à déterminer. |

### Personnalités liées à la commune
- Léon Broquet (1869-1935) peintre.
- Étienne Peignot (1871-1946), homme politique né à Marcilly-sur-Seine, député de la Marne de 1899 à 1902.